# Овелар, Бланка
Бланка Маргарита Овелар де Дуарте (исп. Blanca Margarita Ovelar de Duarte; род. 2 сентября 1957, Консепсьон) — парагвайский педагог, политический и государственный деятель. Член правой партии «Национальная республиканская ассоциация» (ANR, также известной как «Колорадо»). Член Сената Конгресса Парагвая с 2013 года. В прошлом — министр образования и культуры Парагвая (2002—2007). Кандидат на выборах президента Парагвая 2008 года, первая женщина, выдвинувшая свою кандидатуру на пост президента Парагвая.

## Биография
Родилась 2 сентября 1957 года в Консепсьоне.
Благодаря высокому росту вместе с сестрой Миртой (Mirtha Graciela Ovelar de García), которая была капитаном команды, успешно играла в баскетбол, представляя Консепсьон на национальных соревнованиях. Команда Консепсьона стала четырёхкратным чемпионом страны в 1980—1984 годах. В 1984 году Бланка завершила спортивную карьеру, а Мирта уехала в Асунсьон учиться и продолжать играть.
В 1977 году окончила региональный образовательный центр имени Х. Э. О’Лири в Консепсьоне (CREC) с золотой медалью лучшему выпускнику, получив профессию учителя начальных классов. В 1980 году окончила Педагогический институт (ISE) с золотой медалью, получила специальность консультанта по образованию и профессиональной подготовке.
В 1990 году окончила Национальный университет Асунсьона (UNA), получила степень лиценциата психологии и педагогической ориентации. В 2002 году получила степень магистра педагогических наук в Католическом университете «Нуэстра Сеньора де ла Асунсьон». В 2009 году получила степень доктора (cum laude) психологии в Национальном университете Асунсьона (UNA).
Прошла специализацию по разработке и управлению социальной политикой в Межамериканском институте социального развития (INDES), учреждённом Межамериканским банком развития (МАБР), топ-менеджменту в образовании по соглашению между Министерством образования Парагвая и Гарвардским университетом, образованию по ценностям и моральному воспитанию в Барселонском университете.
Работала школьным учителем, преподавателем колледжа, доцентом и исследователем Национального университета Асунсьона, заместителем министра образования.
15 апреля 2002 года президент Луис Анхеле Гонсалесе Макки («Колорадо») назначил Бланку Овелар министром образования и культуры Парагвая. Сохранила пост после выборов 27 апреля 2003 года при президенте Никаноре Дуарте Фрутос («Колорадо»). Ушла с поста 2 июля 2007 года для участия в предвыборной кампании.
При поддержке президента Никаноре Дуарте баллотировалась на пост президента Парагвая от партии «Колорадо». На праймериз в декабре 2007 года её соперником был бывший вице-президент Луис Кастильони. Овелар и Кастильони набрали почти равное количество голосов, что привело к расколу партии. Стала первой женщиной, выдвинувшей свою кандидатуру на пост президента Парагвая. На выборах 20 апреля 2008 года заняла второе место, уступив Фернандо Луго от левоцентристского «Патриотического альянса за перемены» (APC, в 2010 году преобразованного в политическое объединение «Фронт Гуасу»).
По результатам выборов 21 апреля 2013 года избрана в Сенат. Переизбрана в Сенат на выборах 22 апреля 2018 года и выборах 30 апреля 2023 года.
Написала 5 книг и множество статей в национальных и международных журналах по вопросам образования и политики.
Является президентом ParlAmericas («ПарлАмерикас») — независимой сети, объединяющей национальные законодательные органы 35 государств Северной, Центральной и Южной Америки, которая осуществляет программу «Сеть открытых парламентов» в целях содействия открытости законодательных органов посредством повышения прозрачности, улучшения доступа к информации, обеспечения отчетности учреждений и стимулирования участия гражданского общества в процессе принятия решений в парламенте.

## Личная жизнь
В 1985 году вышла замуж за Рамона Дуарте Родаса (Ramón Duarte Rodas; 31 августа 1956 — 31 января 2022). У пары трое детей: Кике (Энрике), Нандо (Фернандо) и Рафа (Рафаэль).

## Награды
- 2001 — Орден Академических пальм (Франция)[1]
- 2004 — Большой крест Ордена Мая (Аргентина)[1][8]
- 2005 — Орден Габриелы Мистраль (Чили)[1]
- 2007 — Орден Почётного легиона (Франция)[1]